# Pierrefort
Pierrefort – miejscowość i gmina we Francji, w regionie Owernia-Rodan-Alpy, w departamencie Cantal.
Według danych na rok 1990 gminę zamieszkiwało 1017 osób, a gęstość zaludnienia wynosiła 41 osób/km² (wśród 1310 gmin Owernii Pierrefort plasuje się na 222. miejscu pod względem liczby ludności, natomiast pod względem powierzchni na miejscu 318.).